# مناحيم بين
مناحيم بين (بالعبرية: מנחם בן‏) هو ناقد أدبي وصحفي وشاعر إسرائيلي، ولد في 31 أكتوبر 1948.